# 栄冠めざして
栄冠めざして（えいかんめざして）は、河合塾が発行する、主に大学進学を希望する高校生のための大学受験情報誌のシリーズである。

## 概要
『栄冠めざして』は1966年創刊された、主に大学進学を希望する高校生のための大学受験情報誌のシリーズである。
創刊号『栄冠をめざして 昭和42年度入試資料』では、塾生への檄文、受験校の選び方、入試科目や学力偏差値（当時は得点率のみ）などの入試難易度といった受験情報から、健康面の留意点や大学進学後の生活に関する情報などが掲載されていた。
現在は、入試情報を中心とする『栄冠めざして』（vol.1/2/3/海外帰国生入試編）と、学部・学科で学べる学問や研究室の関連情報を中心とする『栄冠めざしてSPECIAL』の大きく２種類に分かれている。
入試情報を中心とするものは、さらに対象者ごとに分かれている。高３生・高卒生向けとして『栄冠めざしてvol.1/2/3』（年３回発行）、高１・２生向けとして『栄冠めざしてJunior』（年１回発行）の他、保護者向けとして『栄冠めざしてFamily』（年１回発行）がある（学校法人河合塾発行）。また、帰国子女など海外帰国生向けに日本の大学入試情報を伝える情報誌として『栄冠めざして海外帰国生入試編』（年１回、河合出版発行）がある。

## 入試情報を中心とする情報誌
| 対象者        | 情報誌名                          | 主な内容                                                                   | 発行所                      | 発行時期   |
| ------------- | --------------------------------- | -------------------------------------------------------------------------- | --------------------------- | ---------- |
| 高１生 高２生 | 『栄冠めざして Junior』           | 高校生の歩き方 大学ってどんなところ？ 他                                   | 河合塾 全国進学情報センター | ４月上旬   |
| 高３生 高卒生 | 『栄冠めざして vol.1』            | 入試難易予想ランキング 他                                                  | 河合塾 全国進学情報センター | ６月上旬   |
| 高３生 高卒生 | 『栄冠めざして vol.2』            | 入試科目・配点一覧 他                                                      | 河合塾 全国進学情報センター | ９月上旬   |
| 高３生 高卒生 | 『栄冠めざして vol.3』            | 入試難易予想ランキング 入試日程・会場一覧 他                               | 河合塾 全国進学情報センター | １１月上旬 |
| 保護者        | 『栄冠めざして Family』           | 大学と入試の基礎知識 親子で学ぶマネー学 他                                 | 河合塾 全国進学情報センター | ４月上旬   |
| 海外帰国生    | 『栄冠めざして 海外帰国生入試編』 | 帰国生入試とは 帰国生入試の出願資格・条件一覧 帰国生入試結果・入試情報一覧 | 河合出版                    | ７月上旬   |

## 学部・学科で学べる学問や研究室の関連情報を中心とする情報誌
| 対象者 | 情報誌名                      | 主な内容                   | 発行所           | 発行時期   |
| ------ | ----------------------------- | -------------------------- | ---------------- | ---------- |
| 高校生 | 『栄冠めざしてSPECIAL vol.1』 | 学部・学科ガイド 他        | ＫＥＩアドバンス | １～２月   |
| 高校生 | 『栄冠めざしてSPECIAL vol.2』 | 入試直前対策/新増設特集 他 | ＫＥＩアドバンス | １０月上旬 |
| 高校生 | 『栄冠めざしてSPECIAL』       | ゼミ・研究室ナビ 他        | ＫＥＩアドバンス | ７月上旬   |